# Michael Charles Barber
brasão
Michael Charles Barber SJ (Salt Lake City, 13 de julho de 1954) é um ministro americano e bispo de Oakland.
Michael Charles Barber ingressou na ordem jesuíta em 1973 e estudou em Spokane, Toronto e Roma. Foi ordenado sacerdote em 8 de junho de 1985 em San Francisco. Ele então continuou seus estudos em Roma e na Universidade de Oxford.
Em 1991 tornou-se capelão militar da Marinha dos Estados Unidos e ascendeu ao posto de Capitão (2012).
De 2002 a 2010, Barber lecionou no St. Patrick's Seminary da Arquidiocese de San Francisco em Menlo Park, onde também foi diretor espiritual. Ele então serviu como diretor espiritual na Arquidiocese do Seminário St. John's de Boston.
Em 2005, Barber foi aceito como cavaleiro da Ordem do Santo Sepulcro de Jerusalém. Em 2007 tornou-se capelão conventual da Ordem de Malta.
O Papa Francisco o nomeou Bispo de Oakland em 3 de maio de 2013. O Arcebispo de San Francisco, Salvatore Joseph Cordileone, o consagrou em 25 de maio do mesmo ano; Os co-consagradores foram Thomas Anthony Daly, bispo auxiliar de San Jose, Califórnia, e Carlos Arthur Sevilla SJ, ex-bispo de Yakima.
Em fevereiro de 2019, foi apresentado um projeto de lei na Califórnia que tornaria uma ofensa punível ocultar o abuso sexual, mesmo sob as condições de confidencialidade da confissão. Em junho de 2019, Barber anunciou que, se a lei fosse aprovada, ele infringiria a lei e enfrentaria a ameaça de prisão.